# Monthey
Monthey – miasto i gmina (commune) w południowej Szwajcarii, w kantonie Valais, siedziba administracyjna okręgu (district) Monthey. Leży nad rzekami Vièze oraz Rodanem..

## Geografia
Monthey znajduje się na południe od Jeziora Genewskiego. 

## Historia
W 950 roku w centrum miejscowości został zbudowany zamek na wzgórzu, wokół którego osiedlali się pierwsi mieszkańcy. Miejscowość pierwszy raz wzmiankowana w 1215 roku jako Montez. W XIV wieku produkowano tutaj jedwab, istniały młyny.

## Demografia
W Monthey mieszka 18 096 osób. W 2021 roku 33,3% populacji gminy stanowiły osoby urodzone poza Szwajcarią. Mieszkańcy Monthey posługują się językiem francuskim.

## Gospodarka
Rozwinięty jest tutaj przemysł chemiczny i metalurgiczny. Miasto leży w pobliżu słynnego regionu sportów zimowych Portes du Soleil.

## Współpraca
Miejscowości partnerskie:
- Diekirch, Luksemburg
- Göd, Węgry
- Ivrea, Włochy
- Tybinga, Niemcy

## Transport
Przez teren miasta przebiegają drogi główne nr 21, nr 145 i nr 201. 
Znajduje się tutaj również stacja kolejowa Monthey.